# Янота, Евгениуш
Евгениуш Янота (пол. Eugeniusz Janota; 31 октября 1823, Кент — 17 октября 1878, Львов) — польский краевед, альпинист, педагог, священник, естествоиспытатель, германист, писатель, пионер охраны природы, один из исследователей Татр.

## Биография
Родился в семье чиновника.
Школы, гимназии, педагогические и философские (естественные) курсы будущий ученый освоил в Щецине и Тарнуве в 1833—1842 годах был священником в отдаленных приходах (в наказание за излишний патриотизм). В 1860 году за путеводитель по Бабьей горе, Татрах и Пениннах получил степень доктора философии Краковского университета. Вскоре переехал из Кракова во Львов, где с 1873 года возглавил Кафедру немецкого языка и истории литературы во Львовском университете и стал её профессором. Интересовался метеорологией, этнографией, ботаникой, зоологией, геологией, географией, основал выпуск ежемесячника «Школа». В 1876 году создал во Львове Галицкое общество защиты животных, основал в 1876 году и редактировал до самой смерти его издания. Автор популярных книг о животных. Первым в орнитологии применил анкетный способ сбора информации. Был членом Краевого педагогического совета во Львове.
Вместе со своим другом профессором Краковского университета зоологом М. Новицким Янота является автором уникальной, первой в Европе компании по охране диких животных в Галиции и Татрах, в основном в гуманистических, а не хозяйственных или научных целях. Недаром польские специалисты считают именно начало 60-х годов XIX века. Точкой отсчета современной польской охраны природы. Именно тогда Е. Янота и М. Новицкий обратили свое внимание на необходимость охраны в Татрах коз и сурков. Они издали относительно этого специальную брошюру, которая распространялась для чтения в сельских приходах и школах. Затем подготовили проекты двух указов — об охране коз и сурков в Татрах и об охране птиц и летучих мышей, которые были утверждены Галицким сеймом 5 октября 1868 года. В следующем году первый указ был узаконен австро-венгерским правительством, второй — не прошел, несмотря на доработку. По его мотивам был разработан проект закона об охране птиц и других полезных животных, и принято не без участия ученого в декабре 1874 года.
Е. Янота и М. Новицкий за собственный счет наняли специальных сторожей для охраны в горах коз и сурков, что было для того времени делом чрезвычайным. Как считают польские исследователи, успех акции во многом зависел от Е. Яноты, который проводил пропагандистскую работу среди галицкого духовенства и учительства.
Евгений Янота был членом археологического общества во Львове и Татранского общества в Кракове. Автор первых в Польше монографий про белого аиста, крота, бобра, лося, саламандру, волка. Автор монографии о городе Бардеев (1862), в которой есть раздел о быте жителей тех местностей.
Умер 17 октября 1878 года во Львове, похоронен на Лычаковском кладбище.

## Публикации
- Janota E. Stosunek w zajemny idealu piekna, prawdy i dobra, oras sztuki do natury i rekodzielnictwa // W programie gimnazyum krakowskiego u sw. Anny, 1854.
- Janota E. Upomnienie Zakopianow i всех Podhalanow, aby nie tepili swistakow i koz. — Krakow, 1865. — 17 s.
- Janota E. O potrzebie ochraniania zwierzat pozytecznych. Z dwiema tablicami Litografowanemi. — Krakow, 1866.
- Janota E. Sprawa ochrony zwierzat pozytecznych // Spraword. Komis. Fisjogr. Tow. Nauk. — Krakow, 1870. — S. 164—179.
- Janota E. Obrazki z zycia zwierzat. — Krakow, 1870. — Т. 1, 2.
- Janota E. Pozyteczne i szkodliwe ptaki. W objasnieniu trzynastu tablic gospodarskich A. Hartingera, do uzytku szkol ludowych. — 1873.
- Janota E. Bocian. Opowiadania, spostrzezenia uwagi i. — Lwow, 1876.

## Ресурсы Интернета
- Biogram Eugeniusza Janoty w: Zofia i Henryk Paryscy, Internetowa Wielka encyklopedia tatrzańska